# 䱀碘泡虫
䱀碘泡虫（学名：Myxobolus leiobagrusi）为碘泡科碘泡虫属的动物。在中国，分布于四川等，营寄生生活，寄生在白绿䱀的鳃。